# Wacoro
Wacoro est une localité et une commune rurale malienne de l'arrondissement central de Dioïla, dans le cercle de Dioïla et la région de Dioïla. 

## Population
À la suite du dernier recensement (RAVEC) et sur la matière impossable en 2018, il y a 19 232 habitants à Wacoro.

## Villages
La commune s'étend sur 6 villages relevés lors du recensement général de 2009. 
- Wacoro (9 201 habitants) ;
- Zéta (2 098 habitants) ;
- Djifina (1 535 habitants).

## Lien
- Plan de securité alimentaire - commune rurale de Wacoro 2008-2012, Reliefweb.